# شيغه-رو سو
شيغه-رو سو (باليابانية: 宗茂؛ بالكانا: そう しげる) هو عداء مراثوني ياباني، ولد في 9 يناير 1953 في أوسوكي في اليابان.

## وصلات خارجية
- شيغه-رو سو على موقع الاتحاد الدولي لألعاب القوى (الإنجليزية)
- شيغه-رو سو على موقع رابطة إحصائيات سباق الطريق (الإنجليزية)
- شيغه-رو سو على موقع اللجنة الأولمبية الدولية (الإنجليزية)
- شيغه-رو سو على موقع أوليمبيديا (الإنجليزية)